# Tournon-sur-Rhône
Tournon-sur-Rhône är en kommun i departementet Ardèche i regionen Auvergne-Rhône-Alpes i sydöstra Frankrike. Kommunen ligger  i kantonen Tournon-sur-Rhône som ligger i arrondissementet Tournon-sur-Rhône. År 2022 hade Tournon-sur-Rhône 11 302 invånare.

## Befolkningsutveckling
Antalet invånare i kommunen Tournon-sur-Rhône
Referens: INSEE

## Galleri

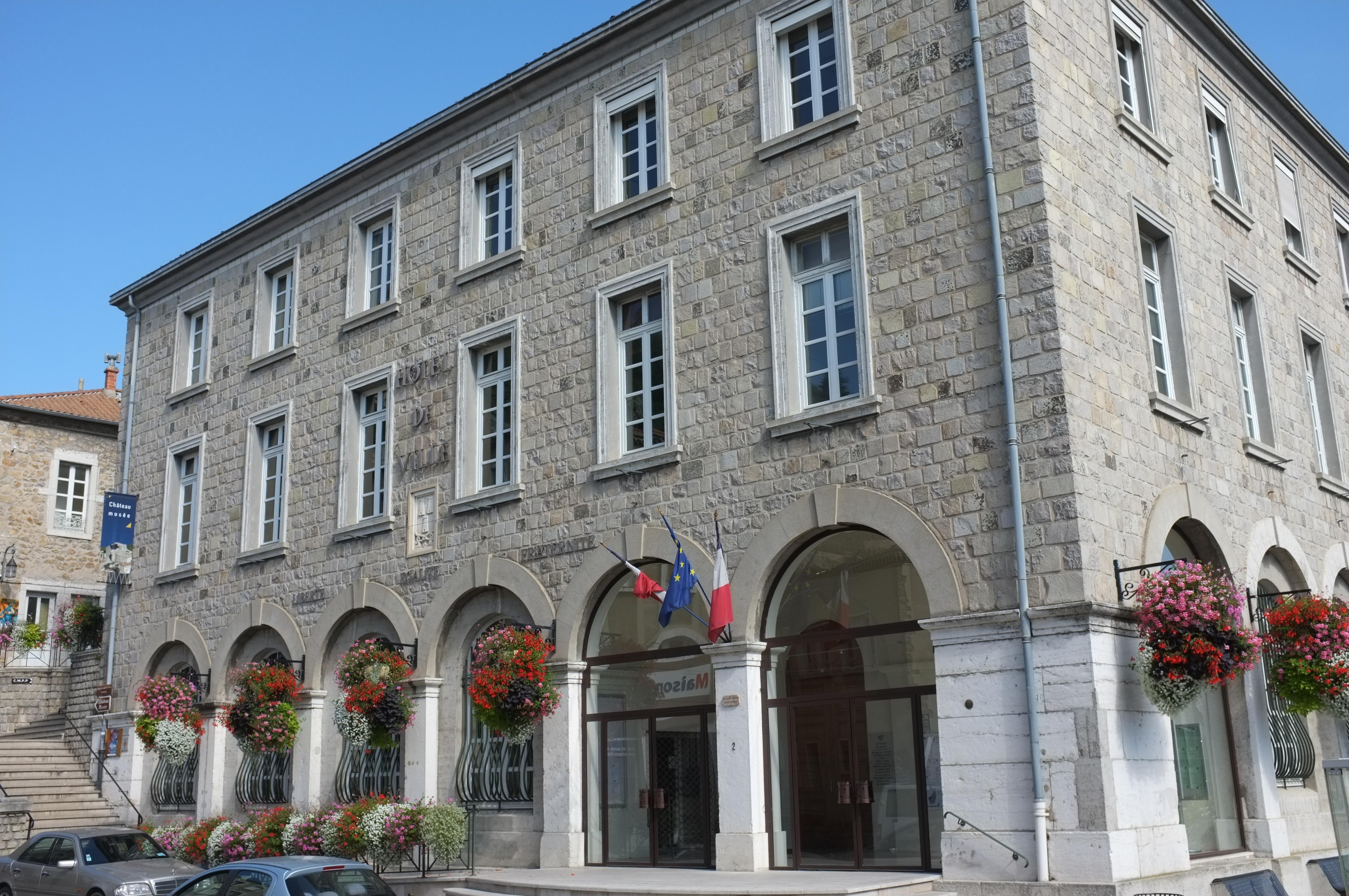
Rådhuset
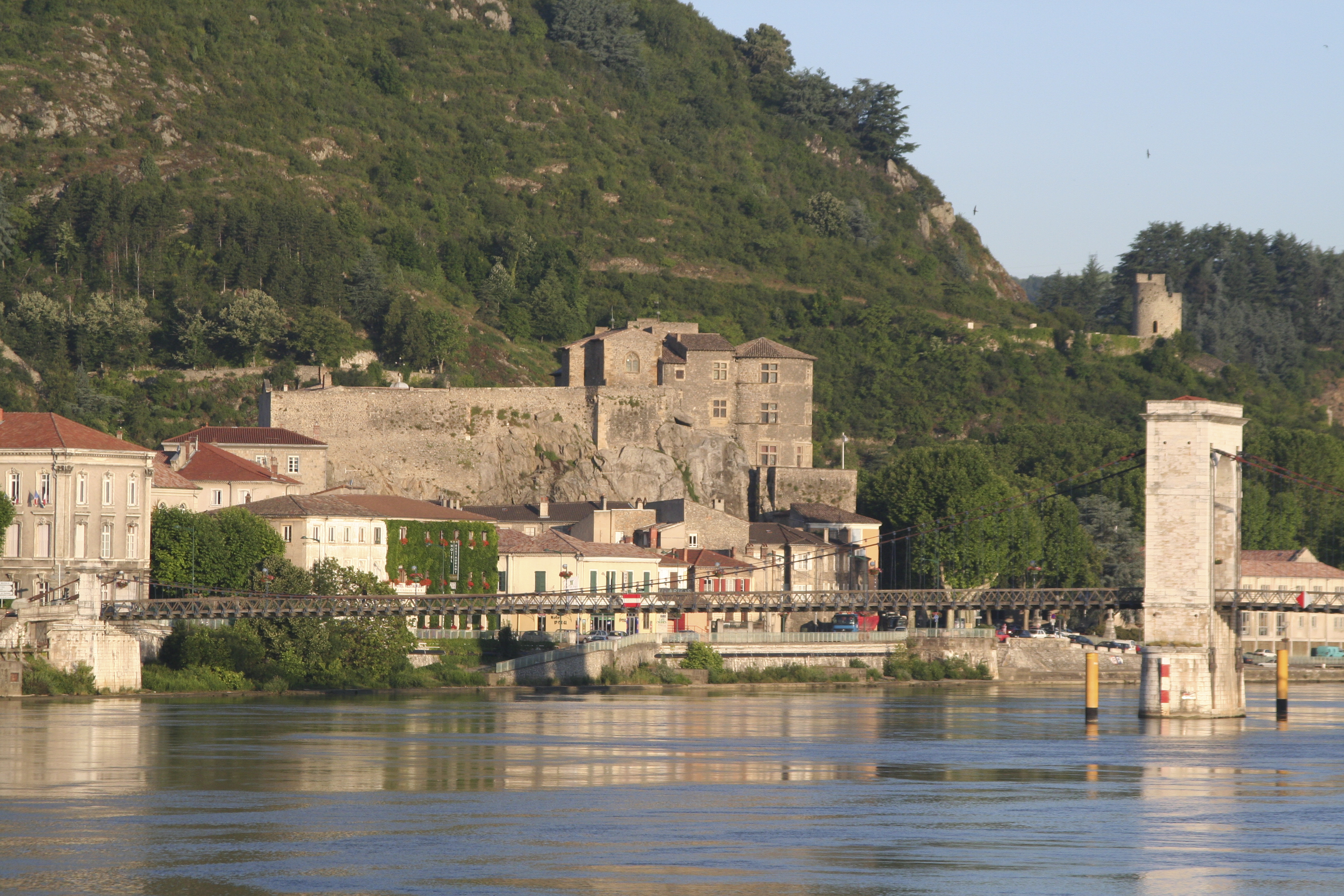
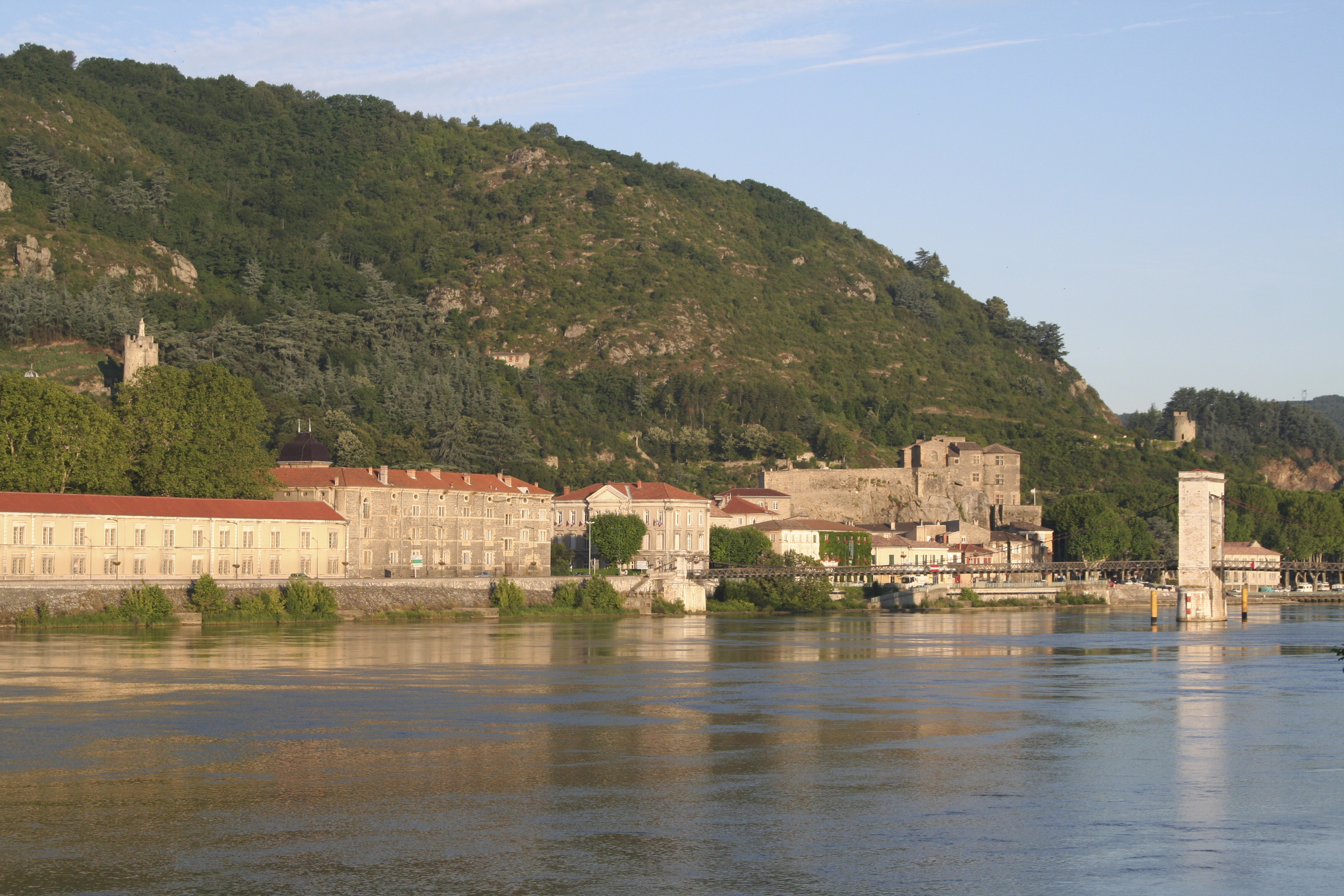
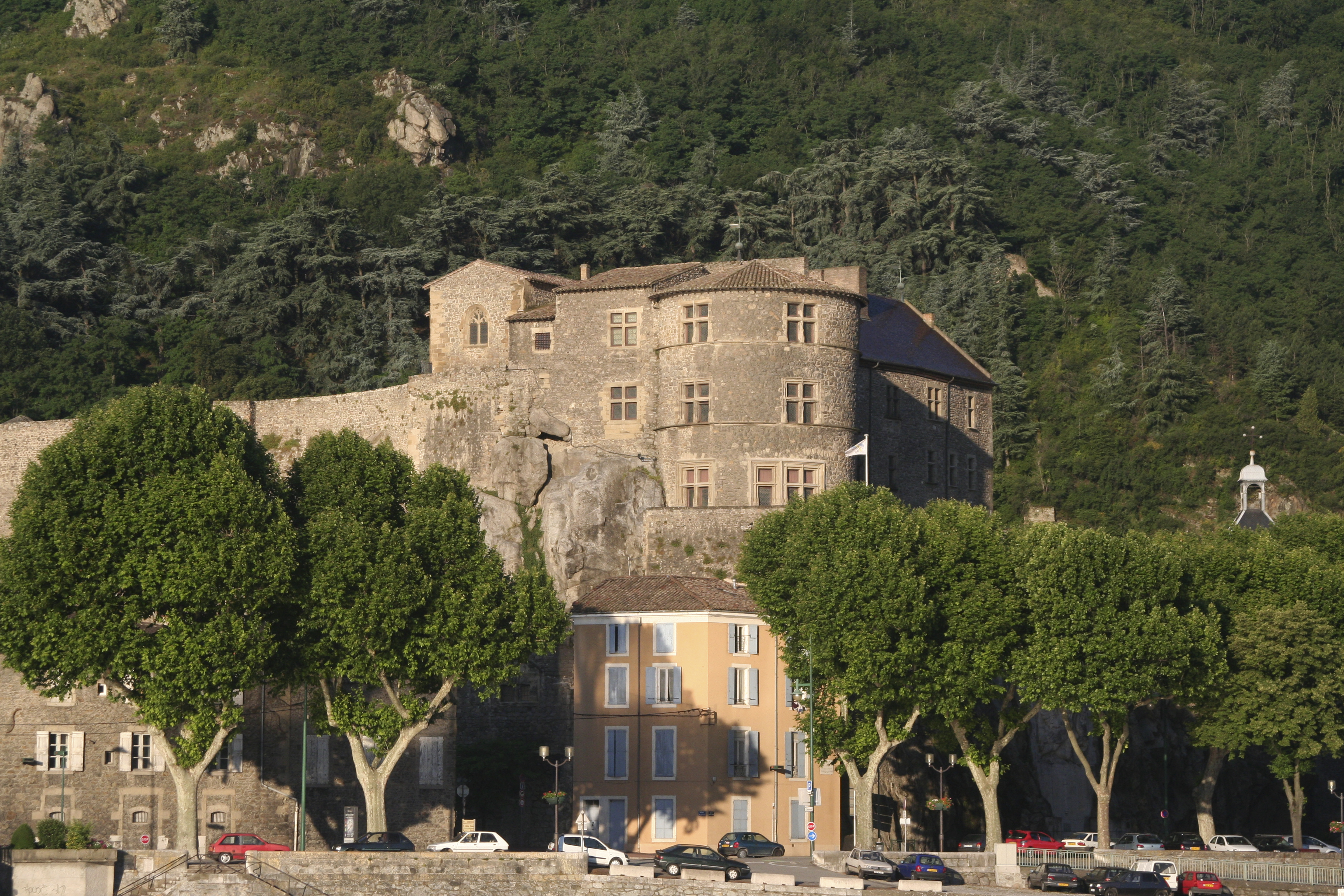
Château de Tournon
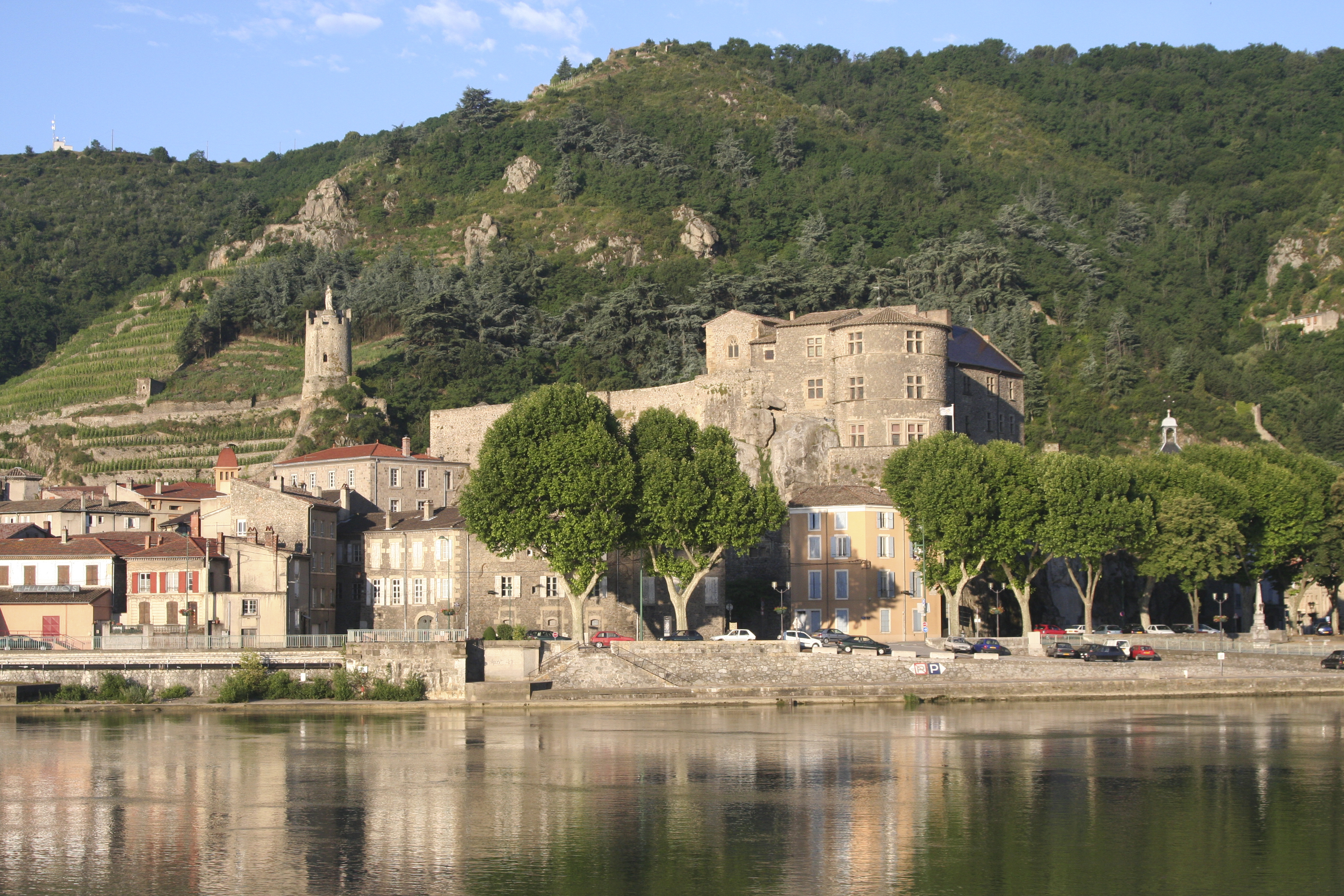
Château de Tournon
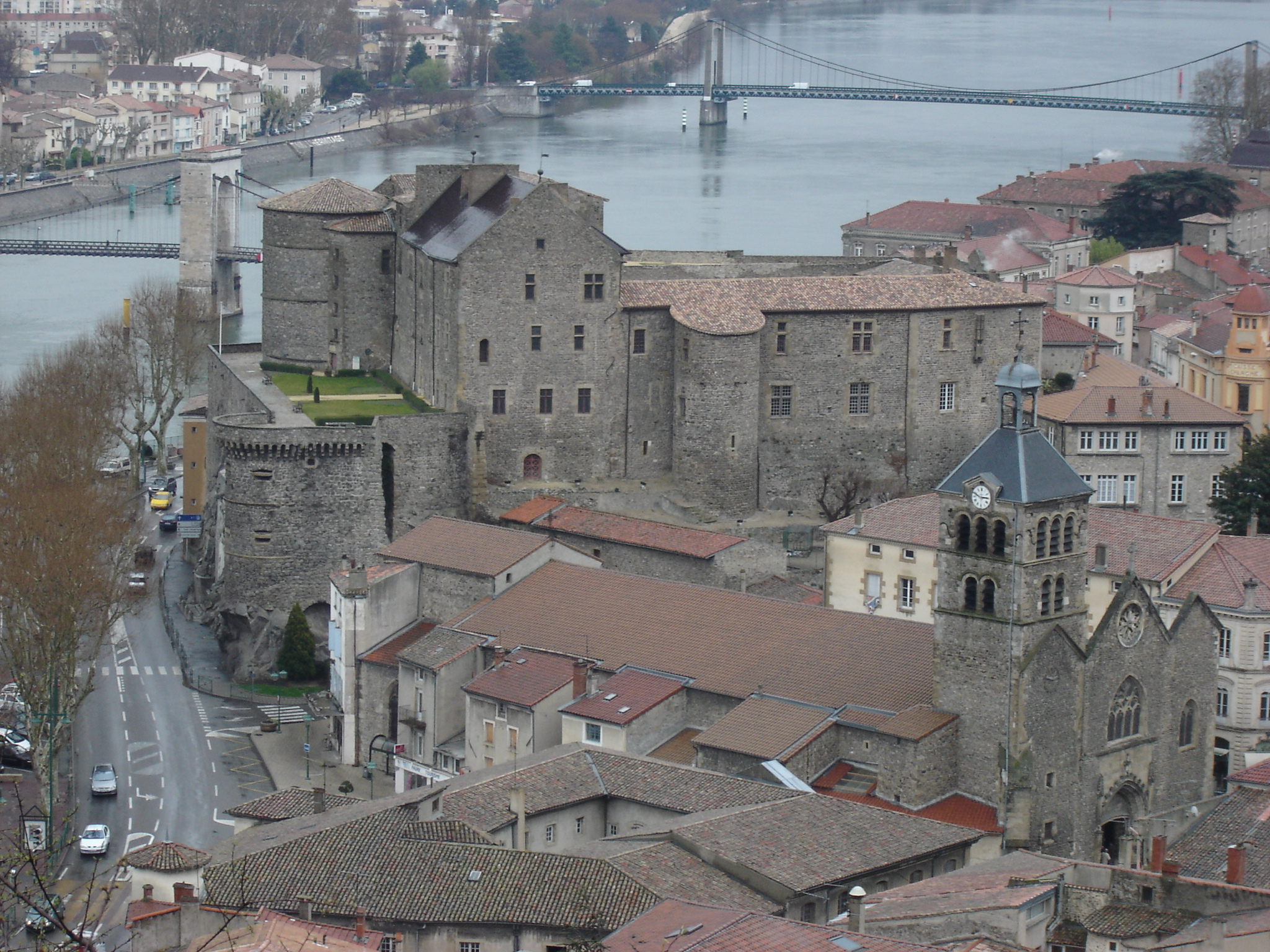
Château de Tournon
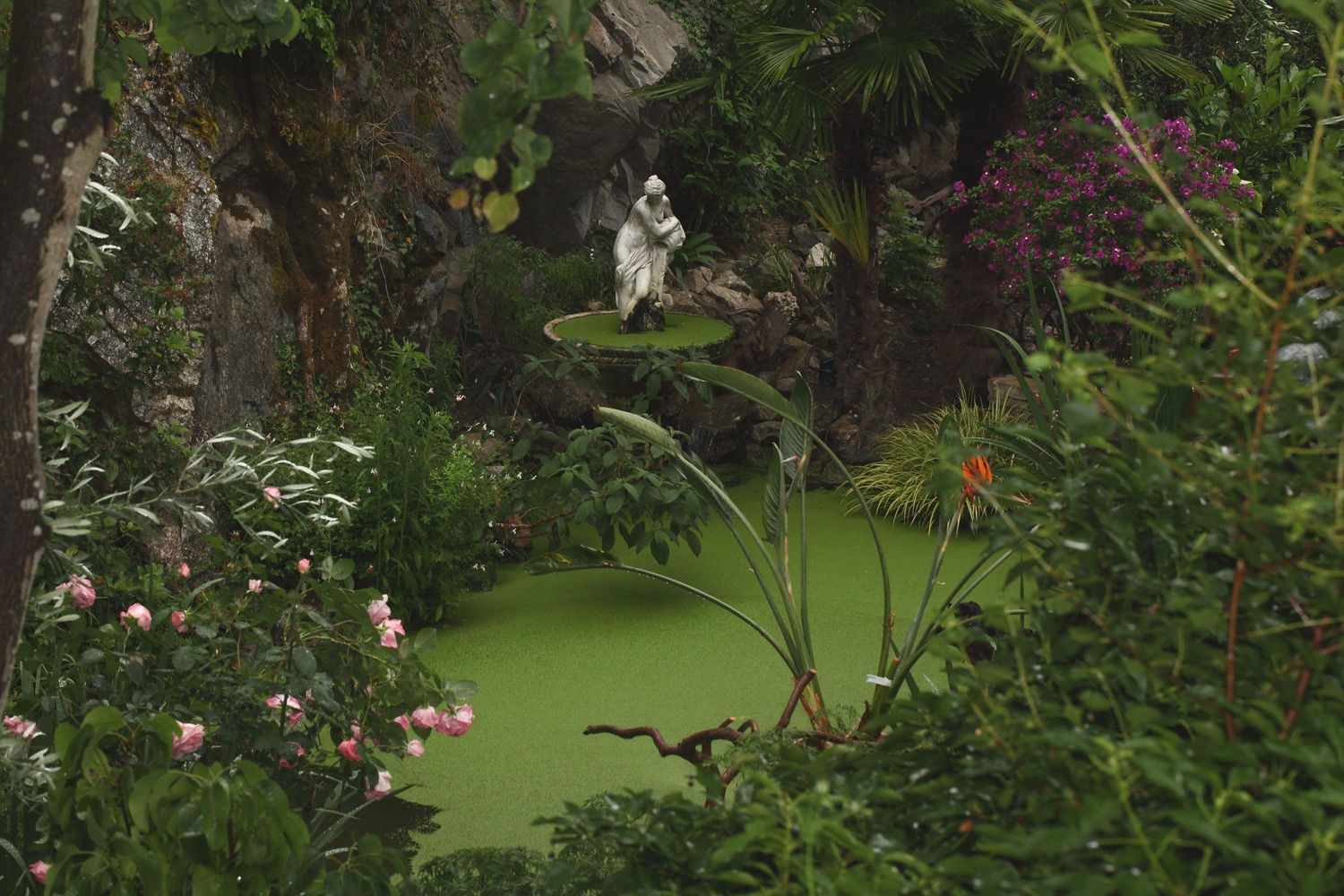
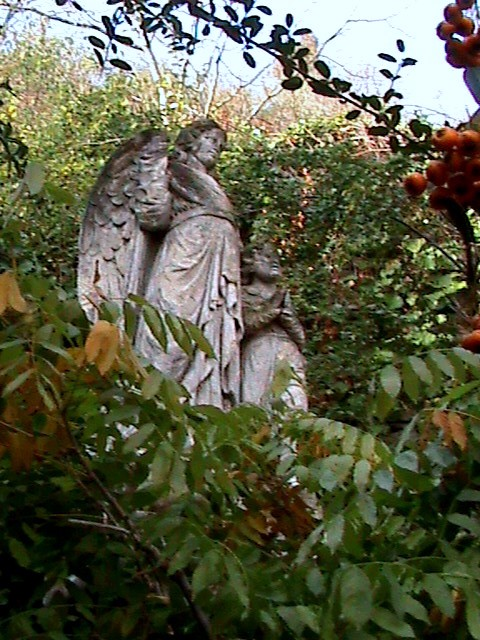
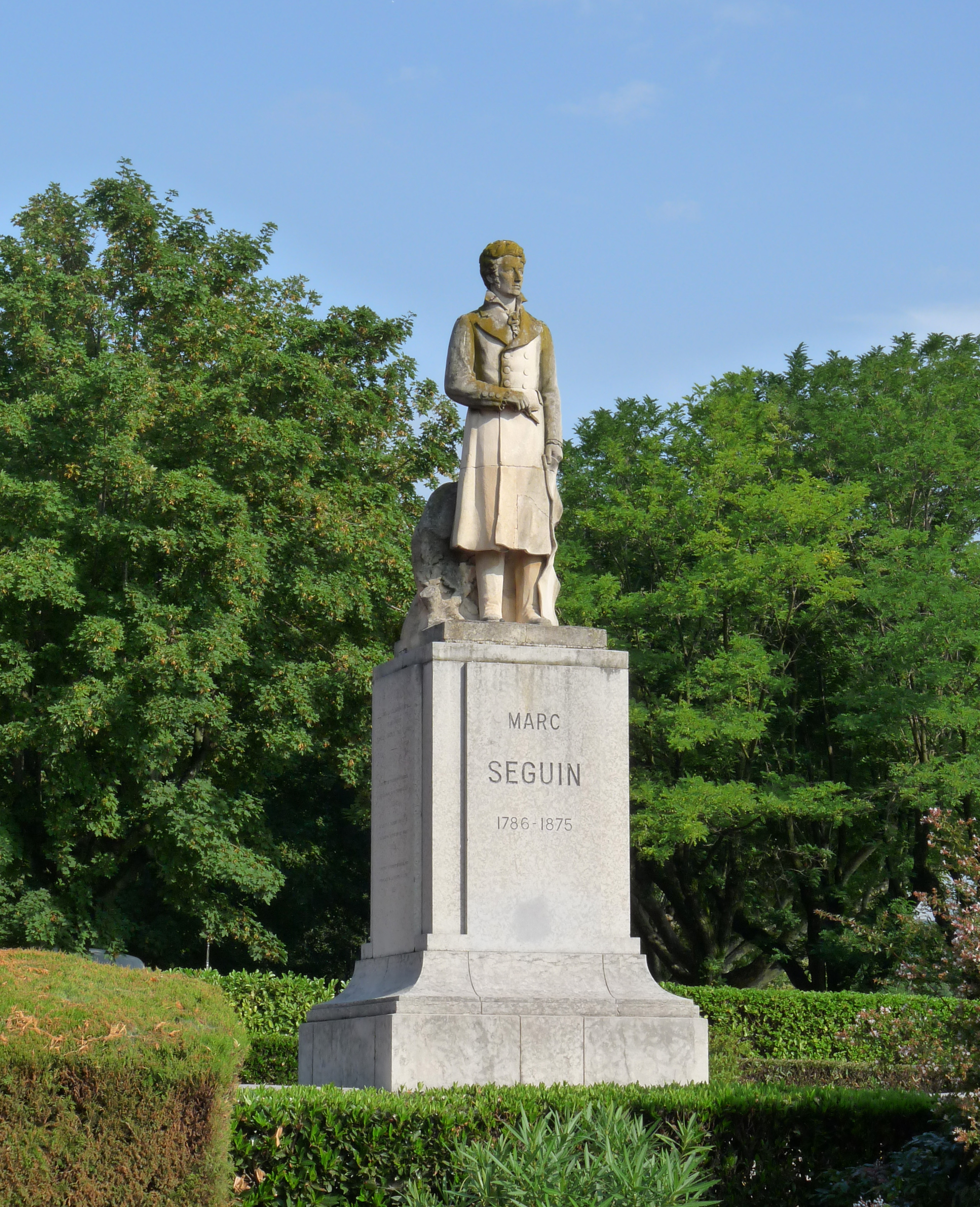
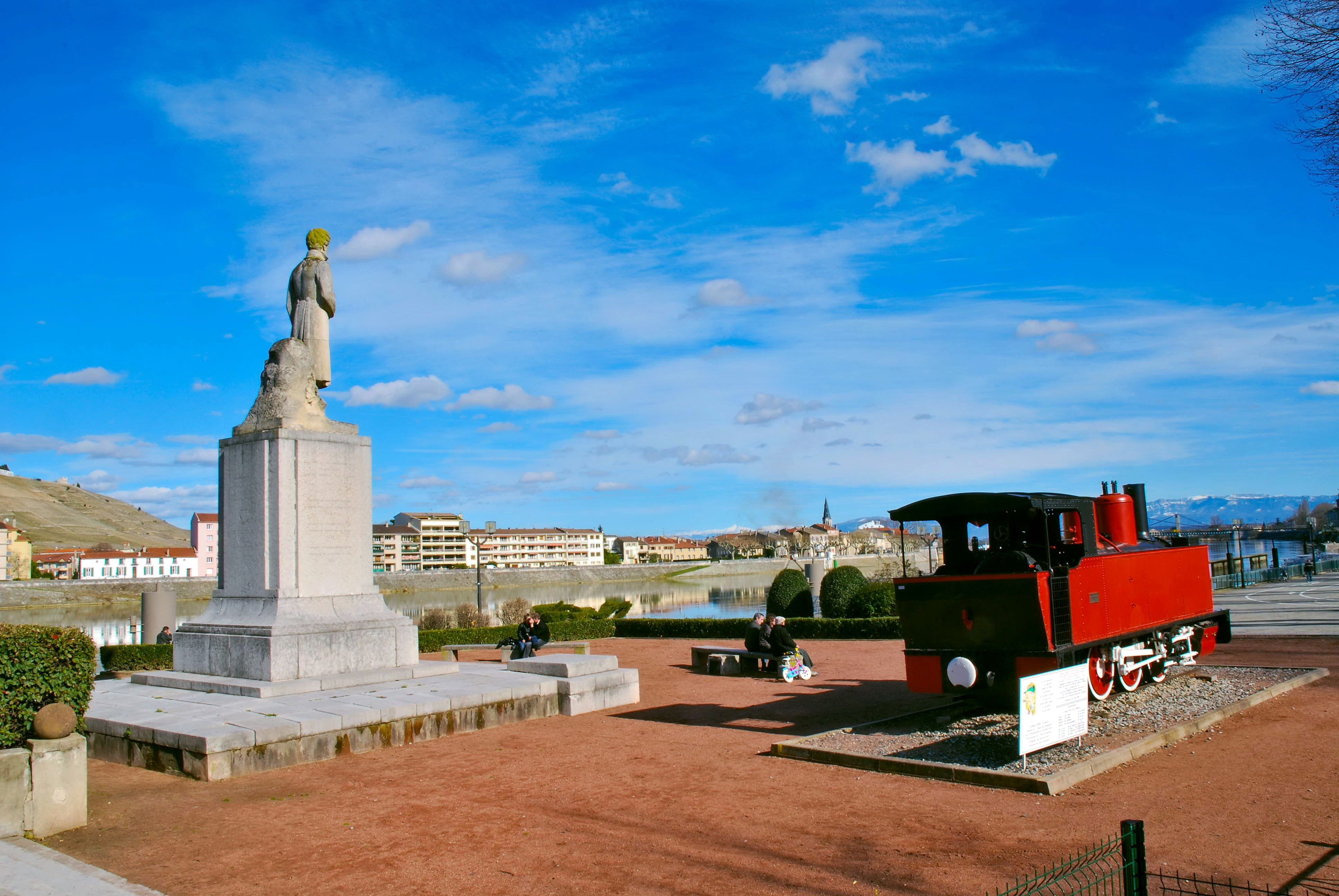
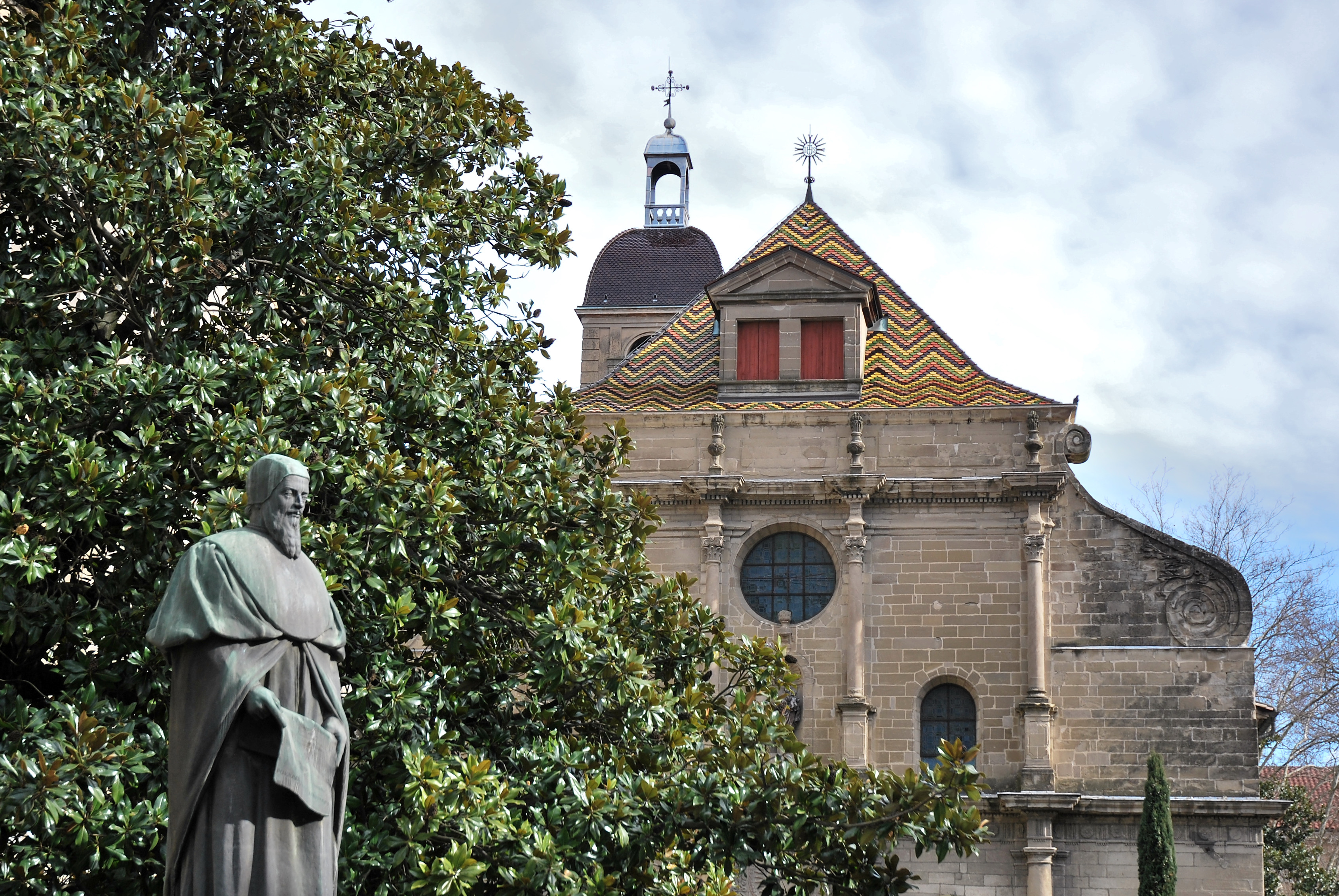